# Cyphia angustifolia
Cyphia angustifolia là loài thực vật có hoa trong họ Hoa chuông. Loài này được Eckl. & Zeyh. ex C.Presl mô tả khoa học đầu tiên năm 1837.